# Adam Lenckhardt

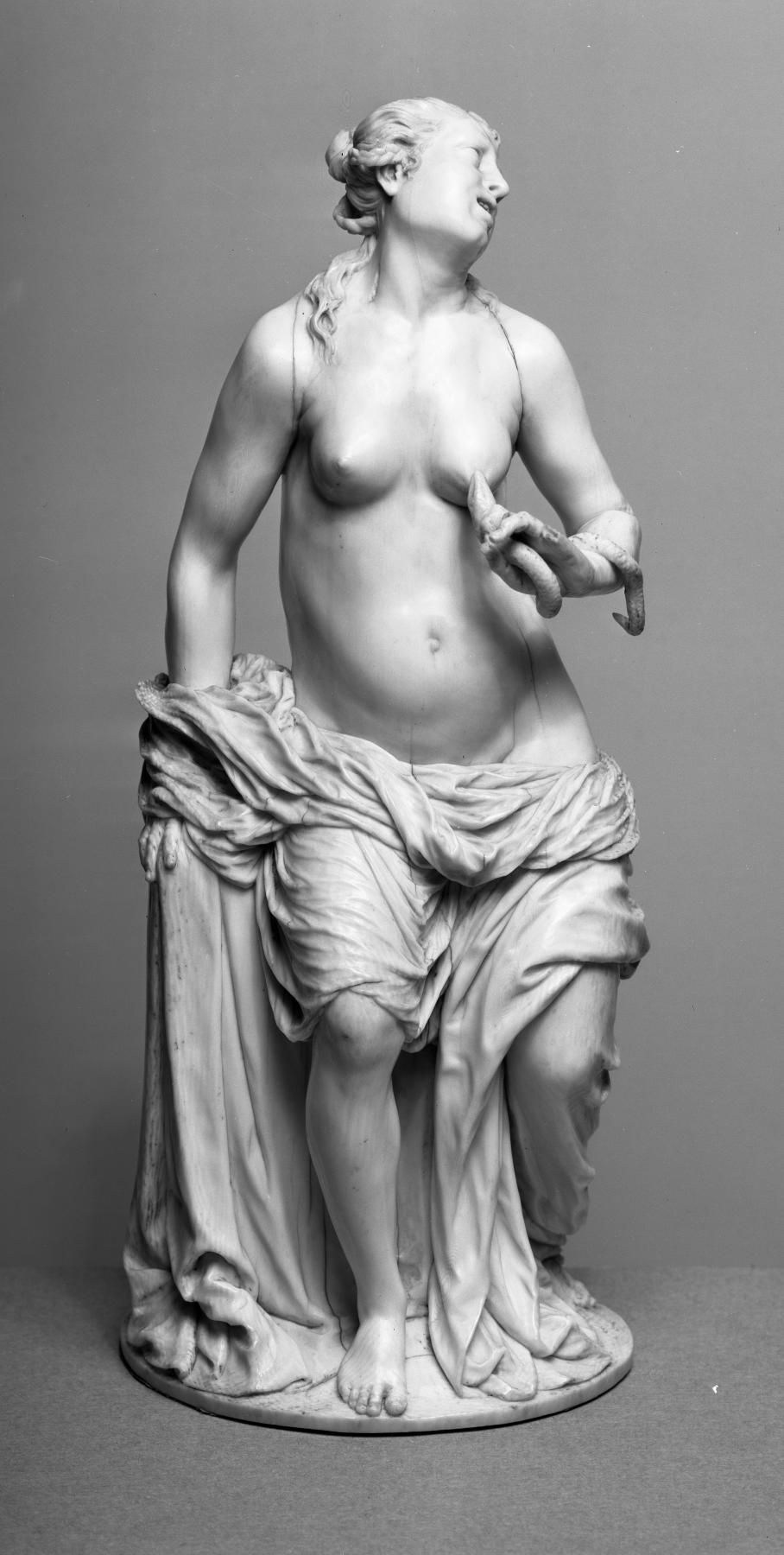
Cleopatra col serpente, statua in avorio, 1635 ca, Baltimora, Walters Art Museum

Adam Lenckhardt (Würzburg, 2 settembre 1610 – Vienna, 14 marzo 1661) è stato uno scultore tedesco, scultore da camera per il principe Karl Eusebius von Liechtenstein.

## Biografia
Era figlio dello scultore Nikolaus Lenckhardt, e fece dapprima apprendistato presso la bottega del padre, dal 1622 al 1624, e poi si recò in Italia nel 1632 prima di giungere a Vienna nel 1638. I rilievi in avorio a lui attribuiti, con scene della Discesa dalla Croce o dell'Assunzione di Maria, risalgono probabilmente al suo apprendistato intorno al 1630 e già anticipano la sua successiva rappresentazione tipicamente realistica ed emotivamente commovente in figure e gruppi di figure. Le sue prime opere firmate conosciute sono le figure di una Madonna con Bambino e San Giovanni, che creò intorno al 1635 e che mostrano l'influenza italiana, e la figura di Cleopatra, che utilizza forme della pittura barocca olandese.
Adam Lenckhardt divenne uno dei più importanti rappresentanti della scultura barocca in avorio. Lavorò come scultore da camera per il principe Karl Eusebius von Liechtenstein dal 1642 al 1660 e creò piccole sculture sia a sfondo profano che ecclesiastico per uso privato.
Fu attivo nel periodo d'oro della scultura in avorio a Vienna, che si sviluppò in un centro di scultura barocco sotto l'imperatore Leopoldo I dal 1640 in poi. Creò piccole sculture destinate ai gabinetti d'arte privati della nobiltà, molto dettagliate e realistiche. Insieme ad altre sculture in avorio contemporanee a Vienna, come i rilievi del Maestro dei Martiri di San Sebastiano, sono i primi punti salienti di questa forma d'arte barocca. Una delle opere principali di Adam Lenckhardt è la rappresentazione naturalistica dell'orribile destino del satiro Marsia, che creò tra il 1642 e il 1644 come uno dei tre gruppi mitologici per il principe del Liechtenstein.
Adam Lenckhard di solito firmava le sue opere con il monogramma AL. Altre opere gli sono attribuite per somiglianza stilistica. Sono sopravvissute un totale di circa 30 delle sue opere in avorio e corno di rinoceronte, tra cui le seguenti statuette:
- Compianto di Cristo (rilievo), 1630 ca. Numero di inventario del Victoria and Albert Museum di Londra numero di inventario A.41-1928
- Compianto di Cristo (rilievo), 1632. Metropolitan Museum di New York
- Assunzione di Maria (rilievo), 1632. Metropolitan Museum di New York, numero d'inventario 1923 24.80.88
- Madonna col Bambino e San Giovanni, 1635 ca. Kunsthistorisches Museum, Vienna, numero di inventario SK_GS_D_211, altezza 18 centimetri
- Cleopatra con il serpente, 1635 ca. Baltimora, Walters Art Museum, numero di inventario 71.416 altezza 24,3 centimetri
- Satiro e Ninfa Corisca, Vienna 1639. Kunsthistorisches Museum, Vienna, inventario numero KK 4564
- Lo scuoiamento di Marsia, Vienna 1644. Museo nazionale bavarese di Monaco di Baviera, numero di inventario 92/145, altezza 27,2 centimetri
- San Girolamo, Vienna intorno al 1638. Minneapolis Institute of Art, numero d'inventario 57,33, altezza 26,04 centimetri
- Discesa dalla Croce, Vienna 1653. Cleveland Art Museum John L. Severance Fund, numero d'inventario 1967.134, altezza 44,75 cm
- Venere e Cupido, Vienna intorno al 1640. Collezione Kunstkammer Würth, numero di inventario Würth 3680
- San Sebastiano, Vienna dopo il 1642. Museo del Liechtenstein Vienna
- San Sebastiano, Vienna dopo il 1642, collezione privata, [11] altezza 32 centimetri
- Mercurio e Amorknabe, Vienna intorno al 1650. Collezioni d'arte statali di Dresda, numero d'inventario VII 118, altezza 21,1 centimetri
- Pan insegue la ninfa Syrinx. Musei statali di Berlino, Collezione di sculture, numero di inventario 7943